# Morata de Jalón (kommun)
Morata de Jalón är en kommun i Spanien.   Den ligger i provinsen Provincia de Zaragoza och regionen Aragonien, i den nordöstra delen av landet, 220 km nordost om huvudstaden Madrid. Antalet invånare är 1 266.